# Marie Humbert-Droz
Marie Humbert-Droz (Stuttgart, 20 juli 1819 - Neuchâtel, 17 maart 1888) was een Zwitserse gouvernante, redactrice en feministe.

## Biografie
Marie Humbert-Droz was een dochter van Johann Ernst Müller, een theoloog, en van Julie Mayer. Na haar kindertijd in Stuttgart leerde ze van haar vader diverse vreemde talen en werkte ze van 1839 tot 1841 in Nederland als gouvernante. In 1843 trouwde ze met Aimé Humbert-Droz.
Na een ontmoeting met Josephine Butler geraakte Marie Humbert-Droz betrokken bij de beweging van het moreel herstel. In 1875 werd ze voorzitster van het Comité intercantonal de dames de la Suisse en van 1877 tot 1878 was ze de eerste voorzitster van de Union internationale des Amies de la jeune fille. Tevens was ze redactrice bij het tijdschrift Le journal du bien public en richtte ze in Neuchâtel de meisjesschool La Ruche op.